# Stadio Asim Ferhatović Hase
Lo stadio Asim Ferhatović Hase (in serbo-croato Stadion Asim Ferhatović Hase; in bosniaco Stadion Asim Ferhatović Hase) è un impianto sportivo bosniaco di Sarajevo.
Di proprietà comunale, fu inaugurato nel 1947 ed è il campo interno del FK Sarajevo; ospita anche le partite della nazionale bosniaca di calcio.
Lo stadio ha una capacita di 30 121 posti.
Inaugurato nel 1947 come "stadio Koševo" (Stadion Koševo), fu ristrutturato nel 1984 per ospitare le cerimonie di apertura e di chiusura dei XIV Giochi olimpici invernali e rinominato "stadio olimpico Koševo" (Olimpijski Stadion Koševo).
Venne da ultimo intitolato nel luglio 2004 ad Asim "Hase" Ferhatović, storico giocatore del FK Sarajevo ritiratosi nel 1967.
Anche se la struttura è destinata principalmente al calcio, vi si svolgono gare di atletica leggera e occasionalmente ospita concerti di musica leggera ed eventi di vario genere.
Il 2 dicembre 2018 ha ospitato, nell'ambito della Hrvatska Football Liga 2018, la prima edizione del BH Bowl, finale del campionato bosniaco di football americano.

## Football americano

### CEFL Cup
| Sarajevo 11 giugno 2017, ore 14:00 Finale 3º - 4º posto | Sarajevo Spartans | 0 – 14 | Belgrade Blue Dragons | Stadio Asim Ferhatović Hase |

### BH Bowl
| Sarajevo 2 dicembre 2018, ore 12:00 BH Bowl I | Sarajevo Spartans | 36 – 6 | Tuzla Saltminers | Stadio Asim Ferhatović Hase |

| Sarajevo 20 giugno 2021, ore 15:00 BH Bowl IV | Sarajevo Spartans | 20 – 14 | Tuzla Saltminers | Stadio Asim Ferhatović Hase |